# 1199 Geldonia
1199 Geldonia este un asteroid din centura principală, descoperit pe 14 septembrie 1931, de Eugène Delporte.